# Emilio Correa Sr.
Emilio Correa, noto come Emilio Correa Sr. per distinguerlo dal figlio Emilio Correa (Santiago de Cuba, 21 marzo 1953 – Boa Vista, 11 marzo 2024), è stato un pugile cubano.

## Palmarès

### Olimpiadi
- 1 medaglia:
  - 1 oro (Monaco di Baviera 1972 nei pesi welter)

### Mondiali dilettanti
- 1 medaglia:
  - 1 oro (L'Avana 1974 nei pesi welter)

### Giochi panamericani
- 1 medaglia:
  - 1 oro (Cali 1971 nei pesi welter)